# Nambour
Nambour (13 800 habitants) est une ville (town) au Sud-Est de l'État du Queensland en Australie, à 100 kilomètres au nord de Brisbane. La ville est le centre administratif du comté de Maroochy.
Le nom de la ville est d'origine aborigène « naamba » et se rapporte à la fleur de l'arbre à thé, Callistemon viminalis.
La région de Nambour fut occupée par les premiers européens en 1870 (par Matthew Carroll). L'endroit fut d'abord appelé Petrie's Creek. En 1890, la région de Maroochy fut officiellemt créée. En 1891, la voie de chemin de fer reliant la ville à Brisbane fut achevée et, à son ouverture, la ville changea de nom et prit celui de Nambour, nom d'une grande ferme de la région.
Au milieu de certaines rues de la ville, on trouve encore les anciens rails des voies de chemin de fer qui servaient au transport de passagers au début des années 1920 mais surtout au transport de la canne à sucre depuis les plantations jusqu'à la sucrerie installée en ville.
La sucrerie a fermé en 2003 et l'avenir de la culture de la canne à sucre semble bien compromis. La région se reconvertit dans la culture des fruits tropicaux et le tourisme.

## Référence
- Statistiques sur Nambour